# Peugeot 208
Peugeot 208 — субкомпактный автомобиль производства Peugeot, который заменил в своём сегменте Peugeot 207. Продажи в Европе начались летом 2012 года.
Первые фото автомобиля появились ещё в августе 2010 года, однако серийный продукт был представлен на Женевском автосалоне в марте 2012 года. С марта 2013 г. автомобиль начал поставляться в Россию. В апреле 2016 года поставки в Россию были прекращены.

## Описание
Автомобиль разработан под кодовым названием «A9» и построен на платформе PSA PF1. По сравнению с Peugeot 207 вес сокращён на 110—173 килограммов, салон просторнее. Объём багажного отделения составляет 285 л., что на 15 л. больше, чем 207. Пространство для ног на задних сиденьях увеличено на 5 см. Также в комплектацию автомобиля входит 7-дюймовый сенсорный дисплей, сочетающий функции автомагнитолы и бортового компьютера.

## Двигатели
Все двигатели соответствуют стандарту Евро-5. Дизельные двигатели имеют выбросы CO2 99 г/км или меньше. 208 предлагают с двумя новыми трёхцилиндровыми бензиновыми двигателями с изменяемыми фазами газораспределения — 1,0 VTi и 1.2 VTi, 1,6-литровым VTi, двумя турбированными THP объёмом 1,6 литра, двумя дизельными полугибридами объёмом 1,4 и 1,6 литра и обычными дизельным 1,4-литровым двигателем.
В Россию поставляются 1,0, 1,2, 1,6 атмосферные бензиновые модификации автомобиля, а также турбодизельный вариант — 1,6 HDi 92 л. с., отличающийся от европейской версии отсутствием сажевого фильтра (FAP)Евро-4 и микрогибридной системы «Старт-Стоп».

## Трансмиссия
В Россию поставляемые автомобили с бензиновыми двигателями оборудуются 5-ступенчатой МКПП или 4-диапазонной АКПП. Дизельная модификация для России — только с 5-ступенчатой МКПП. В Европе же будут доступны дизели и полугибриды с 5- и 6-скоростными МКПП и роботизированными МКПП.
Передняя подвеска — независимая, типа Макферсон, с винтовыми пружинами и гидравлическими амортизаторами; задняя — зависимая, с деформируемой поперечной балкой и такими же пружинами и амортизаторами.

## Комплектации
Всего доступно 6 комплектаций: «Access» (Доступный), «Access+» (Доступный Плюс), «Active» (Активный), «Allure» (Привлекательный), «Feline» (Кошачий) и «Ice Velvet» (Ледяной Бархат)(только для 3-дверной версии). В России из них доступны 1, 3 и 4. В базовой комплектации автомобиль имеет ABS, AFU (систему помощи при экстренном торможении), подушки безопасности (передние, боковые и боковые шторки) и прочие стандартные опции. Дополнительными опциями предлагаются Система «старт-стоп», 17-дюймовые диски (в стандарте 15- или 16-дюймовые), центральный подлокотник, кожаные сиденья и др.

## Безопасность
Автомобиль прошел тест Euro NCAP в 2012 году:
| Euro NCAP                                                            | Euro NCAP | Euro NCAP | Euro NCAP             |
| -------------------------------------------------------------------- | --------- | --------- | --------------------- |
| · общий рейтинг                                                      |           |           |                       |
| 88%                                                                  | 78%       | 61%       | 83%                   |
| взрослый пассажир                                                    | ребёнок   | пешеход   | активная безопасность |
| Протестированная модель: Peugeot 208 1,4 дизель «Active», LHD (2012) |           |           |                       |